# Adam Brzostowski
Adam Brzostowski herbu Strzemię (ur. 1722, zm. 7 sierpnia 1792) – kasztelan połocki w latach 1758–1776, generał-lejtnant wojsk litewskich, uczestnik konfederacji barskiej, marszałek Trybunału Głównego Wielkiego Księstwa Litewskiego w 1758, starosta mołodkowski, mścibowski, sokołowski i kazuński, dyrektor wileńskiego sejmiku przedsejmowego 1758 roku, zwolennik Radziwiłłów.

## Życiorys
W 1738 posłował na sejm z powiatu kowieńskiego i w 1744 ze słonimskiego. W 1748 mianowany generałem-majorem kawalerii, później generałem-lejtnantem piechoty. 7 maja 1764 wraz z 21 innymi senatorami podpisał manifest Jana Klemensa Branickiego przeciwko gwałtom Rosjan i zwolenników obozu Czartoryskich. W 1767 przystąpił do konfederacji radomskiej i wziął udział w delegacji Sejmu Repninowskiego, która zatwierdziła  traktat gwarancyjny z Rosją. 23 października 1767 wszedł w skład delegacji Sejmu, wyłonionej pod naciskiem posła rosyjskiego Nikołaja Repnina, powołanej w celu określenia ustroju Rzeczypospolitej. Po zawiązaniu konfederacji barskiej organizował zbrojny ruch partyzancki na terenie Małopolski i Wielkopolski. Po klęsce konfederacji wycofał się z działalności politycznej, a w 1776 zrezygnował z kasztelanii połockiej. Na Sejmie Rozbiorowym w 1775 roku powołany do Asesorii Wielkiego Księstwa Litewskiego.
W 1758 odznaczony Orderem Orła Białego.

## Literatura dodatkowa
- Władysław Konopczyński: Brzostowski Adam. W: Polski Słownik Biograficzny. T. 3: Brożek Jan – Chwalczewski Franciszek. Kraków: Polska Akademia Umiejętności – Skład Główny w Księgarniach Gebethnera i Wolffa, 1937, s. 46–47. Reprint. Kraków: Zakład Narodowy im. Ossolińskich, 1989. ISBN 83-04-03291-0.